# O Canada

O Canada

O Canada is het volkslied van Canada. De muziek werd gecomponeerd door Calixa Lavallée en de originele Franse tekst werd geschreven door Adolphe-Basile Routhier, als een Frans-Canadees patriottenlied voor de Saint-Jean-Baptiste Society.
Het werd voor het eerst uitgevoerd op 24 juni 1880 tijdens het banket ter ere van het Fête nationale du Quebec in de stad Quebec, maar het werd pas het officiële volkslied voor Canada op 1 juli 1980. De officiële Engelse versie is gebaseerd op een gedicht dat werd geschreven door Robert Stanley Weir in 1908, het is dus niet een vertaling van het Franse lied.
De National Anthem Act 1980 voegde een religieuze referentie toe aan de Engelse tekst.
God Save the King/Queen werd gebruikt als nationaal volkslied voordat O Canada werd ingesteld. Dat lied is nog wel Canada's koninklijk volkslied.

## Officiële Franse tekst en Nederlandse vertaling
| Frans | Nederlandse vertaling |
| --- | --- |
| Ô Canada! Terre de nos aïeux, Ton front est ceint de fleurons glorieux! Car ton bras sait porter l'épée, Il sait porter la croix; Ton histoire est une épopée Des plus brillants exploits. Et ta valeur de foi trempée Protégera nos foyers et nos droits; Protégera nos foyers et nos droits. | O Canada! Land van ons voorgeslacht, Uw aangezicht gekranst in bloemenpracht! Want uw arm weet raad met 't blanke zwaard, Maar draagt ook het heilig kruis; Uw epische verleden is bewaard Als daden zo groots, zo struis. En uw dapperheid door geloof gestaald Staat garant voor ons recht en thuis; Staat garant voor ons recht en thuis. |

## Officiële Engelse tekst en Nederlandse vertaling
| Engels | Nederlandse vertaling |
| --- | --- |
| O Canada! Our home and native land! True patriot love in all of us command. With glowing hearts we see thee rise, The True North strong and free! From far and wide, O Canada, We stand on guard for thee. God keep our land glorious and free! O Canada, we stand on guard for thee. | O Canada! Ons thuis en geboorteland! Ware vaderlandsliefde draagt gij op aan ons allen. Met gloeiende harten zien wij uw roem stijgen, Die van het Ware Noorden, sterk en vrij! Van heinde en verre, O Canada, wij staan op wacht voor u. God houde ons land vol glorie en vrij! O Canada, wij staan op wacht voor u. |

De regel 'The True North strong and free' is gebaseerd op de omschrijving van Canada van Alfred Tennyson - "That True North whereof we lately heard."

## Onofficiële tweetalige versie
O Canada!
Our home and native land!
True patriot love in all of us command.
Car ton bras sait porter l'épée,
Il sait porter la croix!
Ton histoire est une épopée
Des plus brillants exploits.
God keep our land glorious and free!
O Canada, we stand on guard for thee.
O Canada, we stand on guard for thee.

## Kritiek
De Engelse versie van het lied heeft wat kritiek ondergaan. Feministen zoals senator Vivienne Poy hadden bezwaar tegen sons (zonen). Een neutraler us ('in all of us command') werd voorgesteld en is in 2016 goedgekeurd door het Lagerhuis en begin 2018 ook door de Senaat. Vanuit de oorspronkelijke bewoners zoals de First Nations en de Inuit is er kritiek op de tweede regel. Jully Black zong daarom in 2023 Our home on native land (bedoelend: Ons thuis op land van de oorspronkelijke bewoners) in plaats van Our home and native land (Ons thuis en geboorteland).